# Ohio Stadium
Ohio Stadium (conhecido informalmente como The Horseshoe, "The Shoe" ou "The House that Harvey built"), é um estádio de futebol americano situado em Columbus, Ohio. Inaugurado em 7 de outubro de 1922 como um substituto do Ohio Field e com uma capacidade de 66.210 assentos, o estádio passou por diversos aumentos em sua capacidade e uma grande renovação entre 2000 e 2001, que aumentou sua capacidade para 101.568 pessoas. Atualmente, comporta 102.780 pessoas, sendo o maior estádio do estado de Ohio, o terceiro maior estádio de futebol americano nos Estados Unidos e o quarto maior do mundo, tendo recebido também outros eventos como concertos e solenidades. O local foi adicionado ao Registro Nacional de Lugares Históricos em 22 de março de 1974.